# Honbetsu
Honbetsu (japanska: 本別町?, Honbetsu-chō) är en landskommun (köping) i Hokkaido prefektur i Japan. 